# Kopka (polana)
Polana Kopka – niewielka reglowa polana pomiędzy Doliną Kościeliską i Doliną Lejową w Tatrach Zachodnich.
Jest to polana podwierzchołkowa, położona na wysokości ok. 1180–1240 m n.p.m. Znajduje się na północno-wschodnim grzbiecie Pośredniej Kopki – jednego z trzech reglowych wzniesień Kościeliskich Kopek. Należy do Wspólnoty Leśnej Uprawnionych Ośmiu Wsi z siedzibą w Witowie. Porost trawy jest na niej dość obfity. Dawniej wchodziła w skład hali Kopka jako jedyna polana tej hali. Według danych z dzieła „Pasterstwo Tatr Polskich i Podhala” (t. VI – mapa) w 1956 r. znajdowały się na niej 3 zabudowania pasterskie. Po włączeniu tego obszaru do Tatrzańskiego Parku Narodowego zniesiono użytkowanie hali. W 1975 r. stał tu już tylko jeden, niskozrębowy szałas (bacówka) i jedna szopa. W 1955 r. polana miała powierzchnię ok. 4 ha, ale w 2004 r. w wyniku zarośnięcia jej powierzchnia zmniejszyła się o ok. 41%.
Nie prowadzi przez nią żaden szlak turystyczny, z dostępnych dla turystów szczytów jest też bardzo słabo widoczna.